# Dysauxes servula
Dysauxes servula är en fjärilsart som beskrevs av Berce 1862. Dysauxes servula ingår i släktet Dysauxes och familjen björnspinnare. Inga underarter finns listade i Catalogue of Life.